# José Luis López-Linares
Pour les articles homonymes, voir José López, López et Linares.
José Luis López-Linares del Campo, né le 11 avril 1955 à Madrid (État espagnol), est un réalisateur, scénariste, directeur de la photographie et producteur de cinéma espagnol.

## Biographie
José Luis López-Linare débute dans l'industrie cinématographique en tant que directeur de la photographie pour des films réalisés entre autres par Víctor Erice, Carlos Saura, Fernando Trueba, Emilio Martínez-Lázaro, Jaime Chávarri, Basilio Marín Patiño ou encore Alain Tanner. Il remporte en 2006 le Goya de la meilleure photographie pour le film Iberia, en plus d'avoir été nommé dans cette même catégorie lors de quatre autres éditions. En tant que réalisateur et scénariste, il excelle dans le genre documentaire, avec des titres tels que Asaltar los cielos (es) (prix Ondas, 1997), ou Un instante en la vida ajena (prix Goya du meilleur documentaire dans 2004).

## Filmographie

### Réalisateur
- 1997 : Asaltar los cielos (es)  (documentaire)
- 2000 : À propos de Buñuel  (A propósito de Buñuel, documentaire)
- 2001 : Extranjero de sí mismos  (documentaire)
- 2004 : Un instante en la vida ajena (es)  (documentaire)
- 2008 : El pollo, el pez y el cangrejo real  (documentaire)
- 2016 : El Bosco. El jardín de los sueños  (documentaire)
- 2017 : El corazón del Teatro Real  (documentaire)
- 2018 : Altamira. El origen del Arte  (documentaire)
- 2019 : Goya. Le sommeil de la raison  (documentaire)
- 2020 : Formentor, el mar de las palabras  (documentaire)
- 2021 : España, la primera globalización  (documentaire)
- 2022 : L'ombre de Goya (documentaire)

### Directeur de photographie
- 1988 : La Gueule du loup de Francisco José Lombardi (long métrage)
- 1991 : L'Homme qui a perdu son ombre d'Alain Tanner (long métrage)
- 1992 : El sol del membrillo (long métrage)
- 1993 : Madregilda  (long-métrage)
- 1994 : Los peores años de nuestra vida d'Emilio Martínez-Lázaro (long métrage)
- 1996 : La Celestina de Gerardo Vera (long métrage)
- 1997 : Pajarico de Carlos Saura (long métrage)
- 2000 : À propos de Buñuel (A propósito de Buñuel, documentaire)
- 2000 : Calle 54 (documentaire)
- 2001 : Buñuel et la Table du Roi Salomon (Buñuel y la mesa del rey Salomón) de Carlos Saura (long métrage)
- 2002 : Le Sortilège de Shanghai (El embrujo de Shanghái) de Fernando Trueba, long métrage)
- 2002 : Salomé de Carlos Saura (long métrage)
- 2005 : Iberia (documentaire)

### Scénariste
- 2016 : Altamira (long-métrage) coécrit avec Olivia Hetreed.

## Prix et reconnaissance
- Asaltar los cielos (es), lauréat du prix Ondas en 1997.
- Extranjero de sí mismos, nommé pour le Prix Goya du meilleur documentaire en 2001.
- Hécuba, un sueño de pasión, nommé pour le Prix Goya du meilleur documentaire en 2003.
- Un instante en la vida ajena (es), lauréat du Prix Goya du meilleur documentaire en 2004.
- Iberia, lauréat du prix de la meilleure photographie aux Goyas 2006.
- El Bosco. El jardín de los sueños, nommé pour le Prix Goya du meilleur documentaire en 2016.
- Médaille d'or du mérite des beaux-arts, décernée en 2023 par le Ministère de l'Éducation, de la Culture et des Sports espagnol[4].